# Ернест Адам
Ернест Адам (пол. Ernest Adam; 2 березня 1868, Львів — 22 листопада 1926) — польський юрист, фінансист, політик.

## Біографія
Закінчив гімназію ім. Францішека Юзефа. Вивчав право у Львівському університеті та в Кракові у Ягеллонському університеті, здобувши там звання доктора права 20 липня 1894 року. У 1889—1890 роках був президентом Львівської академічної читальні, діячем у Соколі та президентом Зету для Східної Галичини. У 1892 р. був одним із засновників Товариства Народної школи, одним із авторів його статуту, віцепрезидентом, президентом ТШЛ у 1920—1926 рр. і отримав звання почесного члена.
Член-кореспондент Товариства Польського національного музею в Рапперсвілі з 1895 року. У 1896—1898 рр. був редактором «Przegląd Wszechpolski», а з 1902 р. — членом редколегії Słowacki у Львові. У 1896—1906 рр. був секретарем Торгово-промислової палати у Львові. Станом на 1914 р. входив до наглядової ради Власної галицької кредитної установи Національної асоціації санаторіїв і курортів у Львові . Був членом Національної ліги, а в 1905—1915 та 1918—1926 роках представником Національно-демократичної партії у Львівській міській раді .
У 1908 р. він став депутатом Національного сейму 9-го терміну від Львівського повіту, також мав виконувати свій мандат на сесіях 10-го сейму, які були перервані у 1914 р. подіями Першої світової війни. Член Громадського комітету та Польського національного комітету у Львові в листопаді 1918 року . 24 листопада 1918 року Ернест Адам увійшов до складу польського Тимчасового урядового комітету під час оборони Львова, а потім у січні 1919 року — до Законодавчого сейму . У тому ж році йому було доручено також функцію президента Польського позикового фонду, яку він обіймав 1 рік. У 1922—1926 рр. був сенатором першого терміну Сенату ІІ Республіки Польща обраний як представник коаліції Християнський Союз національної єдності, яка ввела до сенату на цих виборах 48 сенаторів.
Помер за 8 місяців до закінчення терміну служби у Львові і похований на Личаківському цвинтарі .